# Grumari (ort i Brasilien)
Grumari är en ort i Brasilien.   Den ligger i kommunen Rio de Janeiro och delstaten Rio de Janeiro, i den sydöstra delen av landet, 900 km sydost om huvudstaden Brasília. Grumari ligger 22 meter över havet och antalet invånare är 167.
Terrängen runt Grumari är varierad. Havet är nära Grumari åt sydost.Trakten är tätbefolkad. Närmaste större samhälle är Barra da Tijuca, 18,1 km öster om Grumari. 
Runt Grumari är det i huvudsak tätbebyggt.